# Rajčilovci
Rajčilovci (izvirno srbsko Рајчиловци; bolgarsko Райчиловци) je naselje v Srbiji, ki upravno spada pod Občino Bosilegrad; slednja pa je del Pčinjskega upravnega okraja.

## Demografija
V naselju živi 1370 polnoletnih prebivalcev, pri čemer je njihova povprečna starost 35,2 let (35,0 pri moških in 35,5 pri ženskah). Naselje ima 536 gospodinjstev, pri čemer je povprečno število članov na gospodinjstvo 3,39.
To naselje je v glavnem bolgarsko (glede na popis iz leta 2002), a v času zadnjih 3 popisov je opazen porast števila prebivalcev.
|  |

| Demografija | Demografija     | Demografija     |
| Leto        | Št. prebivalcev | Št. prebivalcev |
| ----------- | --------------- | --------------- |
|             |                 |                 |
|             |                 |                 |
|             |                 |                 |
|             |                 |                 |
| 1948        | 435             |                 |
| 1953        | 438             |                 |
| 1961        | 423             |                 |
| 1971        | 675             |                 |
| 1981        | 1163            |                 |
| 1991        | 1652            | 1645            |
| 2002        | 1872            | 1817            |
|             |                 |                 |

| Etnična sestava po popisu iz leta 2002 | Etnična sestava po popisu iz leta 2002 | Etnična sestava po popisu iz leta 2002 | Etnična sestava po popisu iz leta 2002 | Etnična sestava po popisu iz leta 2002 |
| -------------------------------------- | -------------------------------------- | -------------------------------------- | -------------------------------------- | -------------------------------------- |
| Bolgari                                | Bolgari                                |                                        | 1.262                                  | 69,45%                                 |
| Srbi                                   | Srbi                                   |                                        | 153                                    | 8,42%                                  |
| Jugoslovani                            | Jugoslovani                            |                                        | 71                                     | 3,90%                                  |
| Makedonci                              | Makedonci                              |                                        | 10                                     | 0,55%                                  |
| Črnogorci                              | Črnogorci                              |                                        | 1                                      | 0,05%                                  |
| Neznano                                | Neznano                                |                                        | 6                                      | 0,33%                                  |